# La Houblonnière
La Houblonnière település Franciaországban, Calvados megyében. Lakosainak száma 325 fő (2022. január 1.). La Houblonnière La Boissière, Cambremer, Les Monceaux, Le Pré-d’Auge, Saint-Ouen-le-Pin, Mézidon-Vallée-d’Auge és Cambremer községekkel határos.

## Népesség
A település népességének változása:
| Lakosok száma | 141  | 155  | 211  | 299  | 330  | 327  | 330  | 329  | 329  | 325  |
|               | 1968 | 1982 | 1990 | 2006 | 2013 | 2015 | 2017 | 2019 | 2020 | 2022 |